# エセル・スマイス
エセル・メアリー・スマイス（Ethel Mary Smyth DBE, 1858年4月23日 - 1944年5月8日） は、イギリスの作曲家。19世紀後半の女性作曲家としては、フランスのオーギュスタ・オルメスやセシル・シャミナード、アメリカのエイミー・ビーチと並ぶ偉大なパイオニアである。また、女性解放運動の闘士(サフラジェット)としても名を残した、先駆的なフェミニストでもあった。晩年に聴力を失ってからは、エッセイストに転じ、自伝や交遊録を残した。上野千鶴子の著書などではアメリカ英語に基づく表記で「スミス」と紹介されることもある。

## 生涯
現在はベクスリー・ロンドン特別区に属すシドカップ (Sidcup) で出生。軍人で厳格な父親への反感からドイツに渡り、短期間ライプツィヒ音楽院でザーロモン・ヤーダスゾーンと院長カール・ライネッケに学ぶが、校風になじめず退学。のちウィーンに渡って、ヨハネス・ブラームスの友人ハインリヒ・フォン・ヘルツォーゲンベルクの個人指導のもとに作曲技法を磨いた。ブラームスのことを「音楽界の救世主」と呼んだほどに熱烈なブラームスの崇拝者であったが、初期と晩年に器楽曲を物したのを除けば、歌曲や合唱曲、とりわけオペラ作曲家として活躍した。
初期の器楽曲にはフェリックス・メンデルスゾーン、ロベルト・シューマン、ブラームスの影響が見られる。帰国後のオペラ作品はアーサー・サリヴァンとリヒャルト・ワーグナーの影響が著しく、色彩的なオーケストラの用法と自在な転調、凝った和声と旋律の創意が顕著である。第一次世界大戦以降は、グスターヴ・ホルストなどの影響のもとに新古典主義に傾いた。生涯を通して、重厚な響きと堅固な構成力、情熱的な表現が特徴的である。
スマイスはカミングアウトこそしなかったものの、同性愛者であり、創作や社会活動の背景と動機は、しばしば恋愛感情に由来している（ミサ曲 ニ短調など）。また、オペラやオペレッタには、フェミニズム（もしくはレズビアン・フェミニズム）的思想を盛り込んだものが認められる（オペラ『難船掠奪民』など）。1930年初頭から、ヴァージニア・ウルフに熱を上げ、両者の間で大量の書簡を取り交わすほどに至った。
1922年、音楽的な功労に対してデイムの称号を授与された。サリー州ウォキング (Woking) で没。

## 作品
- ミサ曲 ニ短調
- ヴァイオリン・ソナタ ニ短調
- チェロ・ソナタ イ短調
- 交響的セレナード ニ長調
- オペラ『難船掠奪民』
- 弦楽四重奏曲 ホ短調
- 合唱曲「女たちの行進」
- ヴァイオリンとホルンのための二重協奏曲